# Арсеньев, Константин Иванович
Константи́н Ива́нович Арсе́ньев (12 [23] октября 1789, Чухломской уезд, Костромская губерния — 29 ноября [11 декабря] 1865, Петрозаводск) — русский географ, действительный член Российской академии (1836), академик Петербургской Академии наук (1841).

## Биография
Родился 12 (23) октября 1789 года в селе Мироханово Чухломского уезда Костромской губернии в семье сельского православного священника.
В 1799—1806 годах учился в Костромской духовной семинарии. В числе лучших воспитанников был послан в 1806 году в Петербург, в Главный педагогический институт. После окончания в 1810 году института Арсеньев был оставлен при нём для преподавания латинского языка и географии. В службу был принят 10 февраля 1812 года — преподавателем географии, в помощь профессору Зябловскому.
Во время войны с французами вместе с другими преподавателями и студентами педагогического института был эвакуирован из столицы в Петрозаводск, где занялся историей Олонецких горных заводов.
В 1819 году Константин Иванович Арсеньев был назначен адъюнкт-профессором по кафедре географии и статистики Санкт-Петербургского университета, однако через два года был уволен оттуда Руничем из-за либеральных взглядов. Рассмотрев лекции Арсеньева, изданные под заглавием «Начертание статистики Российского государства», и выделив из них «вредные места», в которых труд свободный превозносится над трудом крепостным, прославляется свобода промыслов, выражается сожаление об отсутствии кодификации законов (свода тогда ещё не было), порицается подкупность судей и т. п., Рунич нашёл, что лекции эти составляют «обдуманную систему неверия и правил зловредных и разрушительных в отношении к нравственности, образу мыслей и духу учащихся», и предписал ректору университета немедленно приостановить лекции Арсеньева. Вместе с другими профессорами, подвергшимися той же участи, Арсеньев был предан особо учрежденному «университетскому суду». Дело могло бы кончиться для ученого весьма печально, но Арсеньева спасло высокое покровительство великого князя Николая Павловича. Константин Иванович Арсеньев смог продолжить преподавательскую карьеру в Главном Инженерном и Михайловском артиллерийском училищах, и вскоре ему даже было разрешено посвятить свою «Историю народов и республик Древней Греции» имени государя императора.
В 1820 году был посвящён в петербургской ложе «Избранного Михаила».
В 1824—1828 годах Константин Иванович Арсеньев был редактором Комиссии по составлению законов. В 1828—1837 годах преподавал статистику, географию и историю будущему царю Александру II, в 1837 году сопровождал его в поездке по России и вместе с В. А. Жуковским ходатайствовал перед ним за сосланного А. И. Герцена; «несказанно хорош» был с Герценом и в дальнейшем. В это же время Арсеньев — член Совета министра внутренних дел (с 1832); управлял работой статистического комитета Министерства внутренних дел (1835—1853); 21 апреля 1834 года был произведён в действительные статские советники. Опубликовал фундаментальный труд «Статистические очерки России» (1848). Тайный советник. Преподавал также в Реформатском училище[когда?].
Получил потомственное дворянство за личные заслуги.
В 1845 году он был в числе основателей Русского географического общества.
Вышел в отставку в 1853 году. В июне 1864 года тяжело больным перевезён в Петрозаводск — к старшему сыну Ю. К. Арсеньеву, занимавшему должность олонецкого губернатора, и жил у него вплоть до кончины 29 ноября (11 декабря) 1865 года. Похоронен в Петрозаводске, в Крестовоздвиженском соборе.

## Вклад в науку
Константин Арсеньев является одним из создателей российской системы статистики, на основе статистических данных им было предложено несколько сеток экономического районирования, отражавших уровень развития сельского хозяйства в тех или иных регионах России (в том числе в зависимости от доли свободного труда по отношению к крепостному). Его опыт в этой области был использован многими географами 2-й половины XIX — начала XX века. Написанный Арсеньевым учебник «Краткая всеобщая география» оставался основным учебным пособием по этой дисциплине на протяжении тридцати лет и выдержал 20 переизданий. Исторические работы Арсеньева, посвящённые началу XVIII века, были написаны с использованием ранее закрытых архивных материалов, к которым он, благодаря близости к императорской семье, имел доступ.

## Память
В Крестовоздвиженском соборе Петрозаводска 20 мая 2015 года установлена над памятной плитой — памятная табличка К. А. Арсеньеву. В его честь в 1966 году названы скалы Арсеньева на Земле Королевы Мод в Антарктиде (координаты: 71°50′ ю. ш. 11°12′ в. д.), обнаруженные и отмеченные на карте САЭ в 1961 году.

## Семья
Был женат на Марии Карловне Баумгартен (1800—1862), дочери К. И. Баумгартена. Их дети:
- Юлий Константинович (1818—1873) — тайный советник, губернатор: Смоленский, Олонецкий, Тульский,;
- Константин Константинович (1837—1919) — адвокат, общественный и земский деятель; почётный член Вольного Экономического общества (1903), почётный академик по разряду изящной словесности Петербургской академии наук (1900);
- Мария Константиновна, вышла замуж за Дмитрия Прилуцкого; отец священник с. Мироханово (1885-95).

## Комментарии
1. ↑  Мироханово ныне — урочище на территории Ножкинского сельского поселения в Чухломском районе Костромской области[5].